# Wallfahrtskirche Maria Rast am Hainzenberg

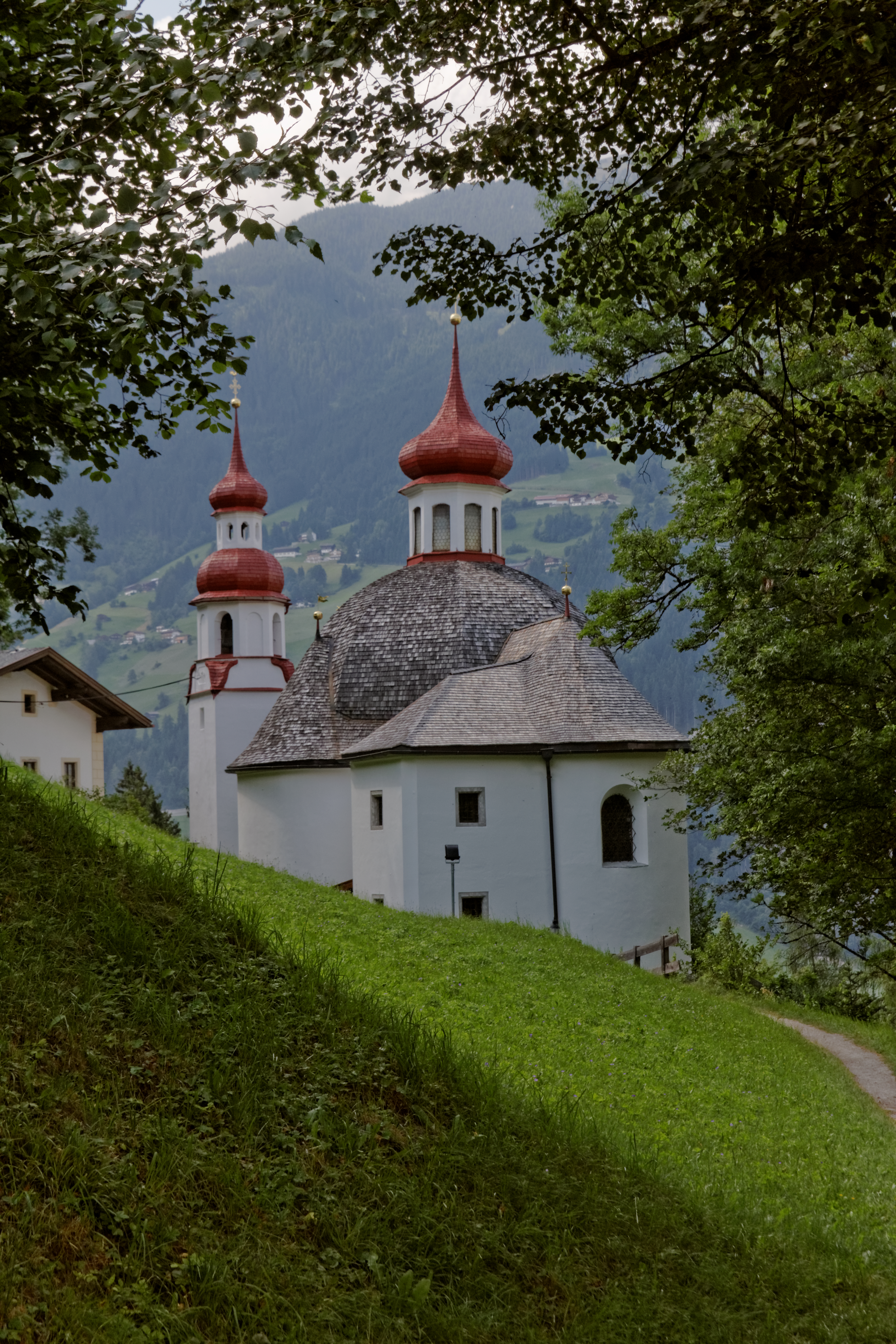
Wallfahrtskirche Maria Rast

Die Wallfahrtskirche Maria Rast ist eine viel besuchte Wallfahrtskirche auf dem Gebiet der Gemeinde Hainzenberg im Zillertal im österreichischen Bundesland Tirol. Sie gehört zur Pfarre Zell am Ziller in der Erzdiözese Salzburg. Das Patrozinium wird am 2. Juli (Mariä Heimsuchung) gefeiert. Die Kirche steht unter Denkmalschutz (Listeneintrag).

## Lage
Die Kirche liegt etwa 150 Höhenmeter oberhalb von Zell am Ziller in den Zillertaler Alpen im ehemaligen Goldbergbaurevier von Hainzenberg. Sie ist über die Gerlospassstraße (B 165) zu erreichen. Von Zell am Ziller aus führt ein Waldweg vorbei an 14 Kreuzwegstationen bis zur Wallfahrtskirche. Entlang des Weges befindet sich eine kleine Grotte, die 1870 von Bergknappen errichtet wurde. Wenige Meter neben der Kirche liegt das "Erste Schulhaus von Hainzenberg".
Rund um die Kirche ist der geschützte Landschaftsteil Umgebung der Wallfahrtskirche Maria Rast ausgewiesen.

## Geschichte
1659 ließ der der erste Dekan von Zell am Ziller die erste Kirche Maria Rast auf dem Hainzenberg bauen. Anderen Überlieferungen zufolge wird die Kirche als „Knappenkapelle“ bezeichnet, die von den Bergleuten des Goldbergwerkes am Hainzenberg gestiftet wurde. Die seinerzeit als kleine Holzkapelle errichtete Kirche wurde im Jahre 1738 durch die in der heutigen Form bestehende Wallfahrtskirche ersetzt. 1741 wurden Deckengemälde mit Darstellungen aus dem Leben der Gottesmutter Maria geschaffen. Der Rokokoaltar wurde 1748 eingebaut. Die Einweihung der Kirche fand im Jahr 1756 statt.
1914 lockerte sich infolge eines Felssturzes der Untergrund der Kirche. Der talseitige Turm und andere Bauteile mussten daraufhin abgetragen werden. Die durch den Felssturz entstandenen Schäden wurden bis zum September 1922 soweit repariert, dass die Einrichtungsgegenstände wieder in die Kirche gebracht werden konnten. Im Juni 1923 konnte die Kapelle feierlich eingesegnet werden. Ein Teil der Kapelle hängt weiterhin gesichert über dem Abgrund. 

## Ausstattung
Der Rokokohochaltar mit dem Gnadenbild (Muttergottesstatue mit Jesuskind) wird flankiert vom Heiligen Johannes Nepomuk, dem Heiligen Erasmus sowie von acht Engeln. Die Seitenaltare sind dem Heiligen Josef und der Heiligen Notburga (Tiroler Volksheilige) geweiht. Die fünf bemalten Kirchenfenster zeigen den Besuch Mariens bei Elisabet (Heimsuchung), den Heiligen Aloisius mit Muttergottes und Jesuskind, die Kreuzigung sowie Johannes den Täufer und den Heiligen Jakobus. Das Deckengemälde aus dem Jahre 1741 zeigt vier Ereignisse aus dem Leben Mariens. An den Wänden werden die 14 Kreuzwegstationen dargestellt. In der Kirche befinden sich Statuen des Heiligen Blasius, des Heiligen Christophorus, der Heiligen Katharina von Alexandrien und der Heiligen Barbara (Schutzheilige des Bergbaus).
Die Orgel aus 1977 mit 5 Registern wurde von Johann Pirchner gebaut.

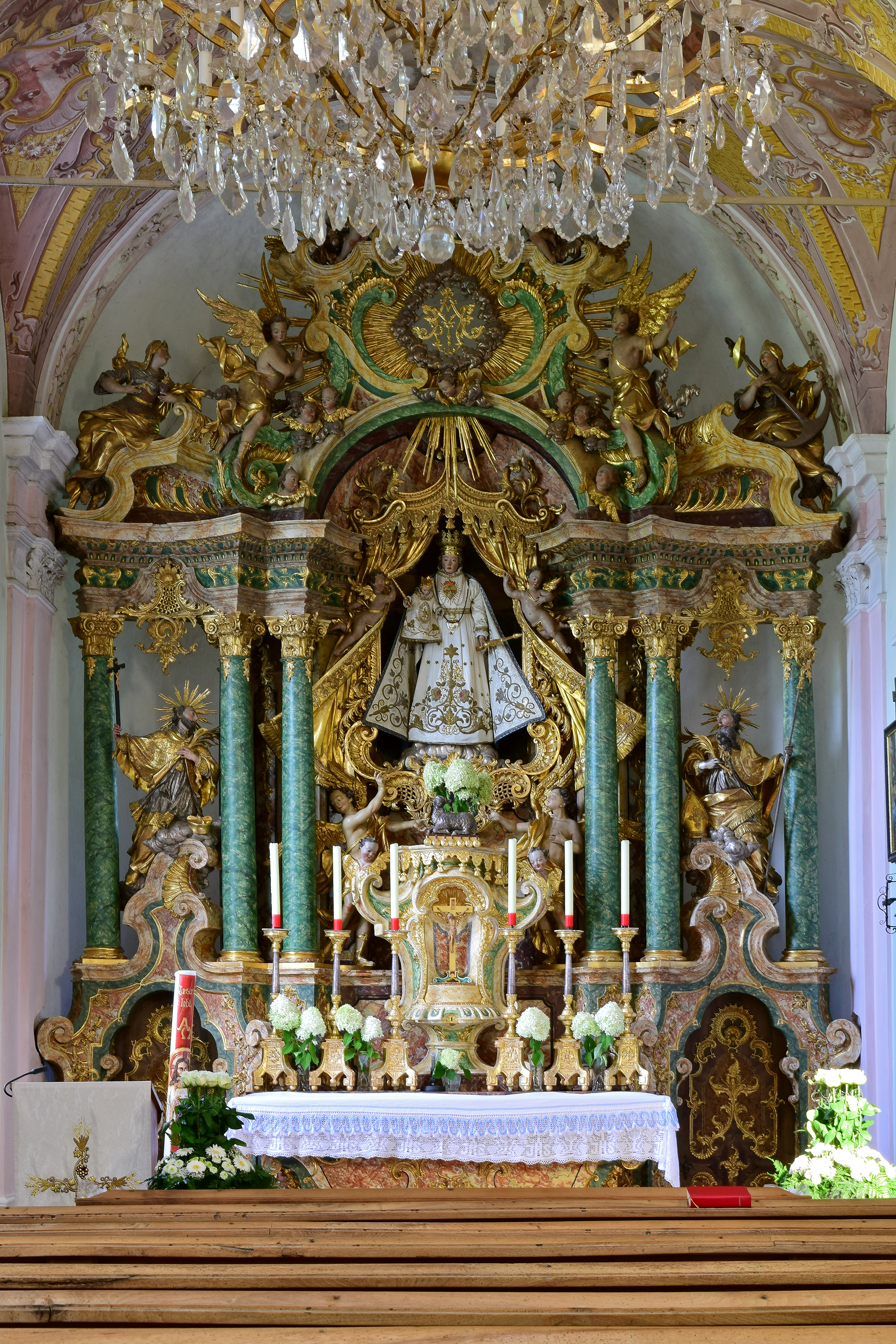
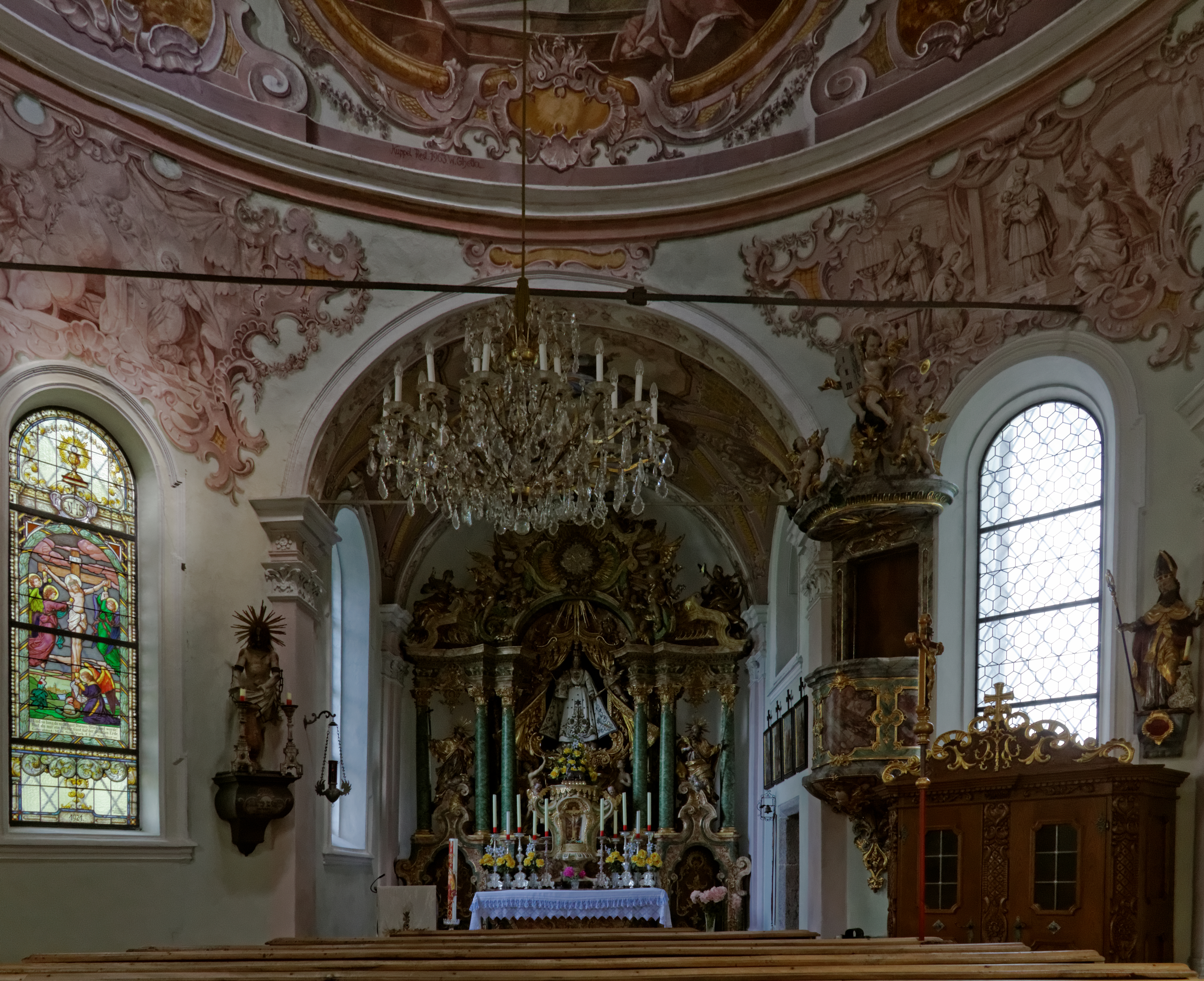
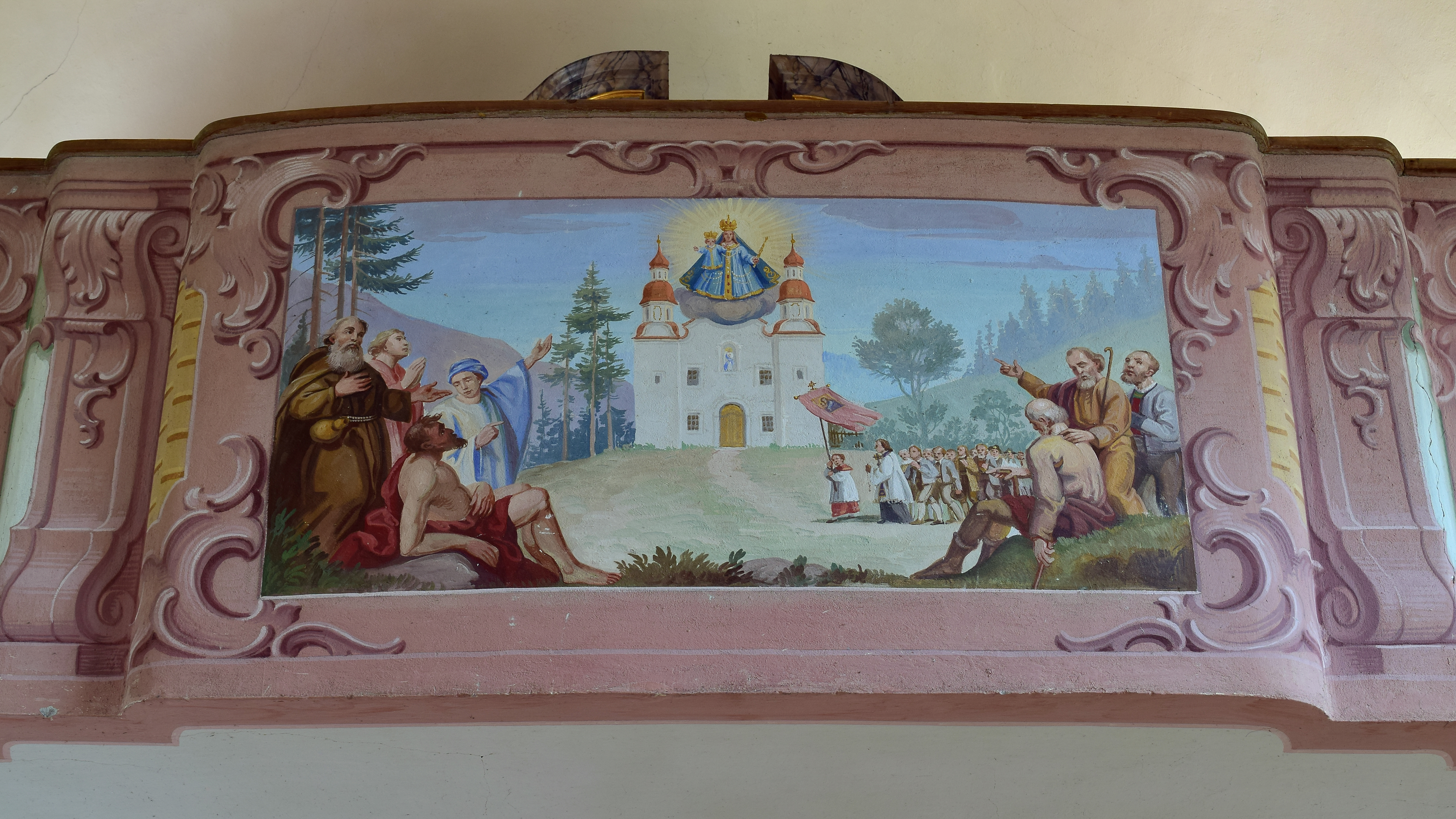
Empore mit ursprünglicher Ansicht der Kirche
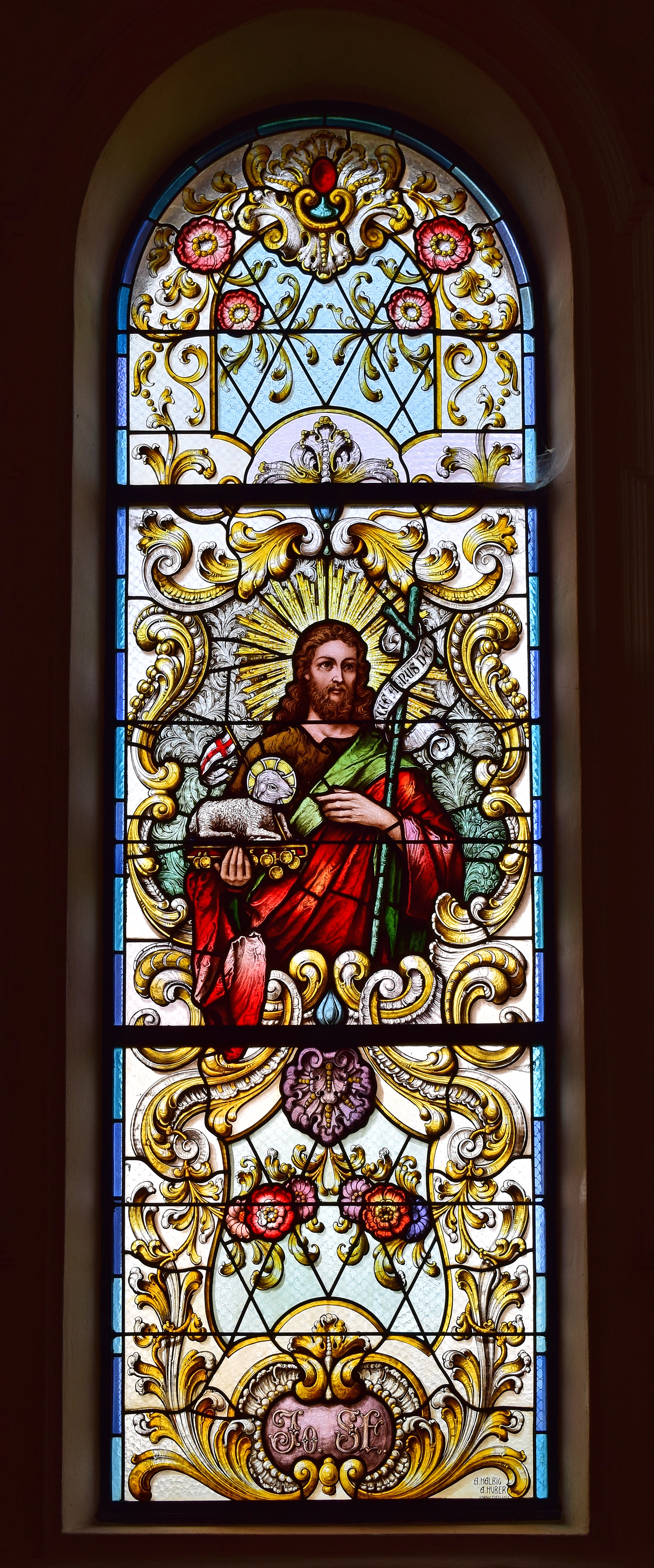
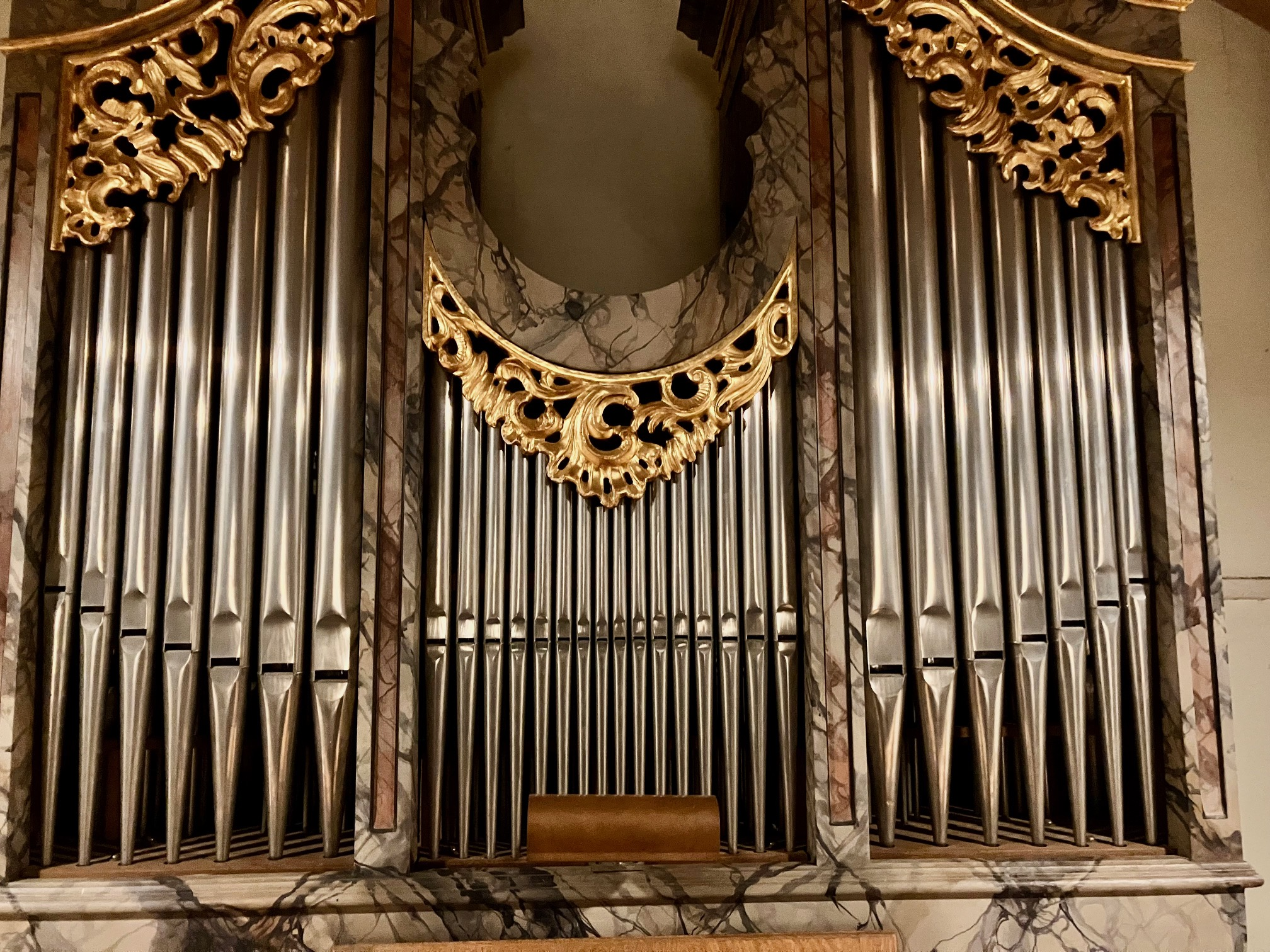

## Sagen
Im Zusammenhang mit der Wallfahrtskirche existieren mehrere Sagen.

### Schwarz gefleckte Taube
Einer der Zimmermänner verletzte sich beim Bau der Kirche schwer. Eine schwarz gefleckte Taube trug die blutigen Holzspäne an eine andere Stelle. Dies wurde als ein Zeichen des Himmels gewertet und man begann den Bau dort neu, wo die Kirche heute steht.

### Drei weiße Raben
Nach dem Fällen einer mächtigen Buche auf dem Hainzenberg entdeckten die Holzknechte im Wurzelwerk ein Marienbild. Sie beschlossen, an der Fundstelle ein Kirchlein zu errichten. Am nächsten Tag trugen drei weiße Raben das Marienbild an den Rand des Berges. Die Arbeiter werteten dies als Zeichen des Himmels und erbauten das Kirchlein dort. Weil die Gottesmutter in der Kirche wieder eine Ruhestätte gefunden hatte, nannte man sie „Maria Rast“.

### Die Kröte auf Maria Rast
Der Messner der Kapelle sah oft vor der Tür des Kirchleins eine große, hässliche Kröte sitzen und stieß sie immer mit dem Fuß fort. Nachdem sie immer wieder gekommen war, ließ er sie einmal hinein. Seitdem wurde sie nie mehr gesehen. Man erzählt, dass es eine büßende Prinzessin gewesen sei, die so lange als hässliche Kröte leiden musste, bis sie einmal in die Kapelle gelassen wurde.